# Radio Galère

Logo von Radio Galère

Radio Galère ist ein französischer unabhängiger nichtkommerzieller Radiosender mit Sitz in Marseille, der 1982 gegründet wurde. Galere ist die Abkürzung für  Groupement associatif pour la liberté de l' expression radiophonique  und bedeutet auf Deutsch so viel wie „Assoziative Vereinigung für eine freie Meinungsäußerung im Rundfunk“. 

## Geschichte
1981 deregulierte Präsident Mitterrand den Äther und erlaubte Freiwilligenorganisationen die Einrichtung von Radiosendern. Radio Galère war einer der ersten legalen freien Radiosender in Frankreich. Er will säkular, antifaschistisch, antisexistisch, feministisch und antirassistisch sein und für die Verteidigung der Menschenrechte eintreten.

## Programmgestaltung und Inhalte
Der Schwerpunkt der Themen des Radios liegt auf dem Département Bouches-du-Rhône und der Région Provence-Alpes-Côte d’Azur.
Das Programm wird von angestellten Mitarbeitern gestaltet und vielen Freiwilligen. Der Sender bietet Aktivisten die Möglichkeit, sich öffentlich zu äußern. So gibt es zum Beispiel Sendungen, die sich für die Sans papiers einsetzen, Sendungen von kommunistischen, globalisierungskritischen und ökologischen Gruppen sowie Nachrichtensendungen. Es wird keine Werbung ausgestrahlt.
Neben den politischen Sendungen gibt es auch Musiksendungen in nahezu allen bekannten Stilrichtungen sowie Konzert- und Bandpräsentationen.

## Ausstrahlung
Radio Galère sendet von Marseille aus auf der UKW-Frequenz 88,4 MHz, via DAB+ und kann auch im Internet als Webradio gehört werden. Das Sendegebiet erstreckt sich von Marseille aus über einen Radius von ungefähr 100 km. Für den terrestrischen Empfang wird der Sender von einer Antenne mit einer effektiven Strahlungsleistung von 4 kW auf dem Petit Sanguin, einem Hügel nördlich von Marseille, ausgestrahlt.